# Аполлон Феб
Аполлон Феб, или парусник феб, феб, или парусник Феб (лат. Parnassius phoebus) — дневная бабочка семейства Парусники.
Видовое название дано в честь древнегреческого бога Аполлона, одним из эпитетов которого был Феб.

## Замечания по систематике
Ранее под названием Parnassius phoebus (Fabricius, 1793) был общеизвестен и фигурировал во всех отечественных работах (включая издания Красных книг), за исключением последнего каталога фауны бывшего чешуекрылых СССР (Корб, Большаков, 2011) таксон, ныне рассматриваемый под названием Parnassius corybas.
Некоторыми авторами он до сих пор рассматривается и приводится в старой трактовке.
Необходиомость смены названия выявилась в ходе ревизии (Hanus, Theyc, 2010).
«Papilio phoebus» (ныне рассматриваемый как Parnassius corybas) был кратко описан в 1793 году датским энтомологом Иоганном Христианом Фабрицием на основании акварельного рисунка, созданного Уильямом Джонсом, и представляющим бабочку из коллекции британского энтомолога Дрю Друри, пойманную в Сибири. Образец, обозначенный как «Papilio phoebus», в действительности является тем, что сегодня известно как Parnassius ariadne (Lederer, 1853; типовое местонахождение: Западный Алтай, слияние рек Иртыш и Бухтарма). Образец, обозначенный как «Papilio phoebus» был пойман на Западном Алтае в 1771 году, во время экспедиции Пётра Симона Палласа в Сибирь. Сам Паллас получил бабочку от своего попутчика Никиты Соколова, который собрал её между 15 и 25 июлем 1771 года где-то в 10-30 км восточнее Усть-Каменогорска. Альпийский «Parnassius phoebus», приводимый различными авторами начиная с 1793 года является ошибочной идентификацией и название таксона было заменено в ходе ревизии (Hanus, Theyc, 2010) самым первым доступным названием, применимым к этому таксону, а именно Parnassius corybas Fischer von Waldheim, 1823, в восстановленном статусе.
«Истинный» Parnassius phoebus является таксоном носивший до ревизии название Parnassius ariadne (Lederer, 1853), которое стало младшим синонимом Parnassius phoebus (Fabricius, 1793).
Таким образом, вид, до этого известный как Parnassius phoebus, в настоящее время носит название Parnassius corybas, а таксон, который до этого назывался Parnassius ariadne, теперь носит название Parnassius phoebus.

## Описание
Длина переднего крыла 28—34 мм. Размах крыльев 54—70 мм. Основной фон крыльев светло-кремовый. Краевая область передних крыльев лишена чешуек, полупрозрачная. На переднем крыле имеется полупрозрачная прикраевая перевязь. В краевой области на заднем крыле проходит зубчатая полоса. На заднем крыле в дискальной области имеются красные пятна. Самка окрашена несколько темнее самца. Также самка отличается от самца расширенными полупрозрачными областями и перевязями на крыльях.

## Ареал и местообитание
Вид обитает на очень ограниченном ареале на юго-западном Алтае, Сауре и Тарбагатая - на границе России, Китая, Монголии и Казахстана..
В России распространён в Республике Алтай. За пределами России обитает в Китайской Народной Республике (в пределах Синьзян-Уйгурского автономного района); в Казахстане (Восточно-Казахстанская область в пределах горных систем Алтая, Саура и Тарбагатая.
В Юго-Восточном Алтае встречается на крутых южных остепнённых склонах со скалами и каменистыми осыпями на высотах 300—1800 м н.у.м., каменистых склонах с колючеподушечниками и в долинных лиственничных редколесьях бассейна реки Бугузун. Вид строго приурочен к местам произрастания кормового растения гусениц — хохлатки благородной (Corydalis nobilis).

## Биология

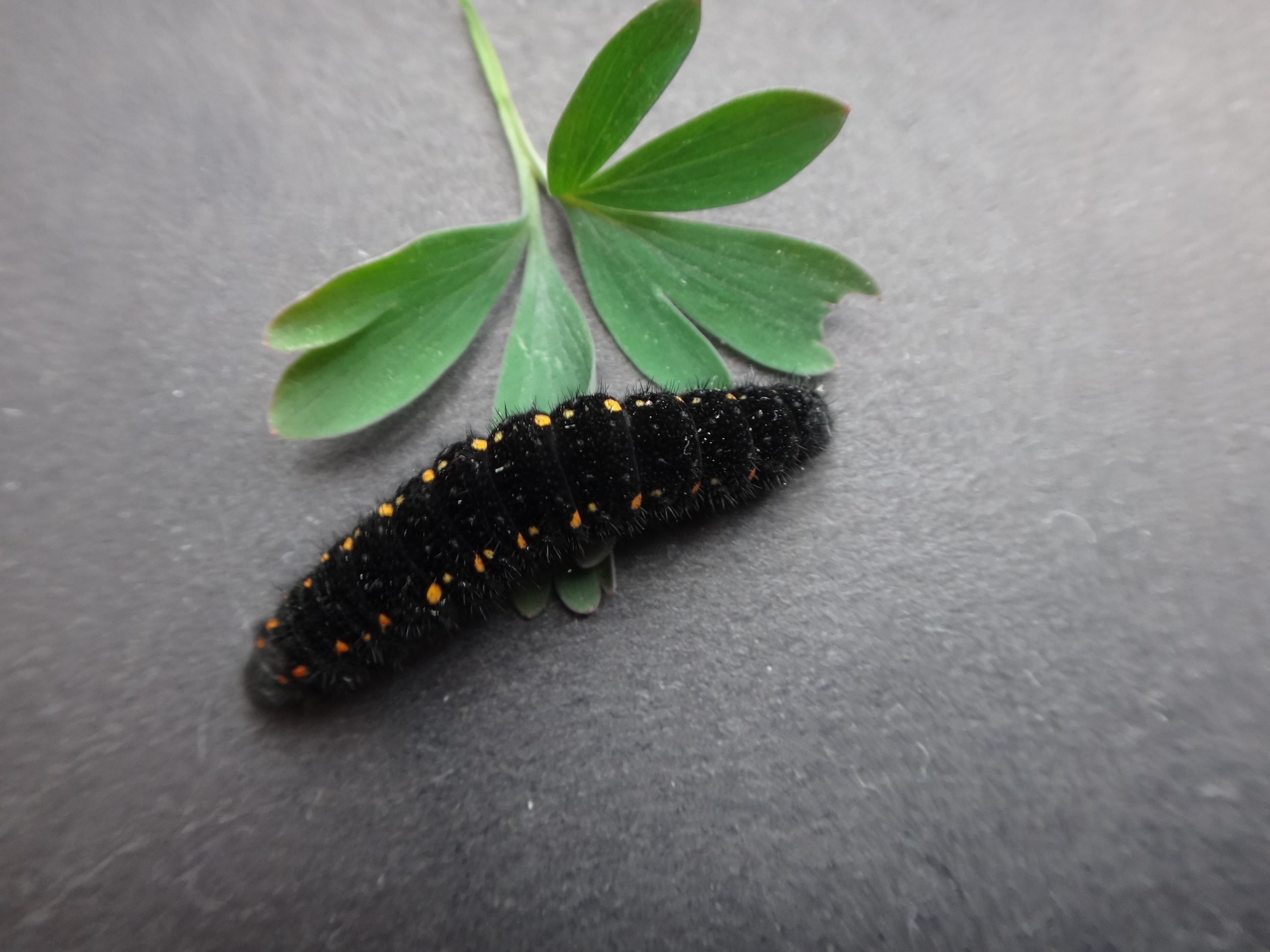
Гусеница

Развивается в одном поколении. Лёт бабочек с конца мая (северная часть ареала) до конца июля. Встречается редко и локально.
Бабочки более активны только в солнечную погоду. Самки нередко сидят в траве, а будучи напуганными — резко взлетают и перелетают на расстояния до 100 метров. Бабочки летают медленно, часто планируют, присаживаясь на различные цветущие растения. Посещают крупные цветки растений.
Яйца пурпурного цвета полусферической формы с ямкой в районе микропиле. Зимует яйцо. Гусеницы активны только в солнечную погоду, а в пасмурные дни прячутся в сухой траве и под камнями. Кормовое растение гусениц — хохлатки благородной (Corydalis nobilis). Гусеницы последних возрастов нередко греются на камнях осыпей. Окраска гусениц угольно-чёрная, вдоль боков проходит ряд овальных пятен оранжевого цвета у заднего края сегментов. Куколка коричневого цвета с восковым налётом, располагается под камнями в редком паутинном коконе.
Известны редкие случаи гибридизации с аполлоном Штуббендорфа на границе Алтайского района и Республики Алтай, происходящее, за счёт спаривания довольно активных самцов с самками Parnassius stubbendorfii.